# شهرستان بین (هئی‌لونگ‌جیانگ)
شهرستان بین به چینی: 宾县) یک شهرستان در استان هئی‌لونگ‌جیانگ چین است که در تابعیت شهر هاربین قرار دارد. مرکز ادرای این شهرستان، شهرک بین‌ژوو، در فاصله‌ای حدود ۶۵ کیلومتری شرق از مرکز شهر هاربین قرار دارد. این شهرک از طریق آزادراه ملی G1011 به هاربین در غرب و جیاموسی در شرق متصل است.
شهرستان بین ۳٬۸۴۲٫۲ کیلومتر مربع مساحت و ۴۴۴٬۳۱۴ نفر جمعیت دارد و ۱۶۳ متر بالاتر از سطح دریا واقع شده‌است.

## تقسیمات اداری
شهرستان بین به ۱۲ شهرک و ۵ قصبه تابعه تقسیم شده است. دو «میدان» هم‌سطح قصبه نیز تابع این شهرستان می‌باشند، مانند نواحی اداری کشاورزی و غیره.
- شهرک بای‌دو (摆渡镇، Bǎidù zhèn)
- شهرک بین‌آن (宾安镇، Bīn'ān zhèn)
- شهرک بین‌ژوو (宾州镇، Bīnzhōu zhèn)
- شهرک بین‌شی (宾西镇، Bīnxī zhèn)
- شهرک پینگ‌فانگ (平坊镇، Píngfāng zhèn)
- شهرک تانگ‌‌فانگ (糖坊镇، Tángfāng zhèn)
- شهرک جورِن (居仁镇، Jūrén zhèn)
- شهرک چانگ‌آن (常安镇، Cháng'ān zhèn)
- شهرک شنگ‌لی (胜利镇، Tángfāng zhèn)
- شهرک شین‌دیان (新甸镇، Xīndiàn zhèn)
- شهرک مان‌جینگ (满井镇، Mǎnjǐng zhèn)
- شهرک نینگ‌یوان (宁远镇، Níngyuǎn zhèn)

- قصبه جینگ‌جیان (经建乡، Jīngjiàn xiāng)
- قصبه سان‌باو (三宝乡، Sānbǎo xiāng)
- قصبه مین‌هه (民和乡، Mínhé xiāng)
- قصبه نیاوهه (鸟河乡، Niǎohé xiāng)
- قصبه یونگ‌هه (永和乡، Yǒnghé xiāng)

- میدان زادآوری کرم ابریشم جیولونگ‌شان (三宝乡، Jiǔlóngshān zhàcán yùzhǒngchǎng)
- دانشکدهٔ فنی کشاورزی «احیاء کشاورزی»‌ (نون‌کن) (农垦农业职业学院، Nóngkěn nóngyè zhíyè xuéyuàn)